# رینلدز (داکوتای شمالی)
رینلدز(به انگلیسی: Reynolds) شهری در ایالت داکوتای شمالی کشور ایالات متحده آمریکا است که جمعیت آن در سرشماری سال ۲۰۱۰ میلادی، ۳۰۱ نفر بوده‌است.